# Wayne Booth
Wayne Clayson Booth (22 de fevereiro de 1921, American Fork, Utah — 10 de outubro de 2005) foi um crítico literário estadunidense e professor emérito de Língua Inglesa e Literatura na Universidade de Chicago.

## Obras
- Rhetoric of Fiction (1961)
- Boring from Within: The Art of the Freshman Essay (c. 1963), panfleto
- Now Don't Try to Reason with Me: Essays and Ironies for a Credulous Age (1970)
- Autobiography of Relva Booth Ross (1971)
- Booth Family History (1971)
- A Rhetoric of Irony (1974)
- Knowledge Most Worth Having (1974), editor
- Modern Dogma & the Rhetoric of Assent (1974), Ward-Phillips Lectures em Língua Inglesa e Literatura
- Critical Understanding: The Powers and Limits of Pluralism (1979)
- The Harper and Row Rhetoric: Writing As Thinking, Thinking As Writing (1987), com Marshall W. Gregory
- The Company We Keep: An Ethics of Fiction (1988)
- The Harper & Row Reader: Liberal Education Through Reading & Writing (1988), com Marshall W. Gregory
- The Vocation of a Teacher: Rhetorical Occasions, 1967-1988 (1988)
- The Art of Deliberalizing: A Handbook for True Professionals (1990)
- The Art of Growing Older: Writers on Living and Aging (1992), editor
- The Craft of Research (1995, 2003) com Gregory G. Colomb e Joseph M. Williams
- Literature as Exploration (1996) com Louise M. Rosenblatt
- For the Love of It: Amateuring & Its Rivals (1999)
- Rhetoric of Rhetoric: The Quest for Effective Communication (2004), Manifesto Blackwell
- My Many Selves: The Quest for a Plausible Harmony (2006)